# Кнейп, Моника
Моника Людмила Кнейп (швед. Monika Ludmila Knejp; род. 1 сентября 1970, Стокгольм) — шведская гребчиха, выступавшая за сборную Швеции по академической гребле в 1988—2000 годах. Победительница и призёрка первенств национального значения, участница летних Олимпийских игр в Атланте.

## Биография
Моника Кнейп родилась 1 сентября 1970 года в Стокгольме. Занималась академической греблей в столичном клубе Stockholmspolisens IF, тренировалась вместе с младшей сестрой Кристиной.
Впервые заявила о себе на международном уровне в сезоне 1988 года, когда вошла в состав шведской национальной сборной и выступила на юниорском мировом первенстве в Милане, где в зачёте одиночек стала восьмой.
Начиная с 1990 года выступала среди взрослых спортсменок, в частности в одиночках лёгкого веса заняла 11-е место на чемпионате мира в Тасмании.
В 1991 году в лёгких одиночках показала 12-й результат на чемпионате мира в Вене.
В 1992 году в лёгких одиночках одержала победу на молодёжном Кубке наций в Глазго и стала седьмой на чемпионате мира в Монреале.
На чемпионате мира 1993 года в Рачице заняла седьмое место в парных двойках лёгкого веса.
В 1994 году на чемпионате мира в Индианаполисе была девятой в лёгких парных двойках.
В 1995 году в той же дисциплине финишировала пятой на чемпионате мира в Тампере.
Благодаря череде удачных выступлений удостоилась права защищать честь страны на летних Олимпийских играх 1996 года в Атланте — вместе с сестрой Кристиной Кнейп в программе парных двоек лёгкого веса сумела отобраться лишь в утешительный финал В и расположилась в итоговом протоколе соревнований на 12-й строке.
После атлантской Олимпиады Кнейп осталась действующей спортсменкой на ещё один олимпийский цикл и продолжила принимать участие в крупнейших международных регатах. Так, в 1997 году она победила в лёгких парных двойках на этапе Кубка мира в Париже, тогда как на чемпионате мира в Эгбелете стартовала в лёгких парных четвёрках и пришла к финишу пятой.
В 1998 году была седьмой в лёгких парных двойках на чемпионате мира в Кёльне.
В 2000 году в парных двойках лёгкого веса выходила на старт этапов Кубка мира в Мюнхене и Вене, но попасть здесь в число призёров не смогла.
Приходится свояченицей шведскому гребцу Андерсу Кристенссону, так же участвовавшему в Олимпиаде в Атланте.